# Walter Kramer (Politiker)

Walter Kramer

Karl Otto Walter Kramer (* 28. Februar 1903 in Leipzig-Kleinzschocher; † 30. November 1983 in Bremen) war ein deutscher Politiker (NSDAP).

## Leben und Wirken
Kramer war der Sohn eines Schlossers. Nach dem Besuch der Volksschule in Leipzig wurde Walter Kramer an der höheren Abteilung der Handelslehranstalt der Stadt ausgebildet. Von 1917 bis 1920 absolvierte er eine kaufmännische Lehre, um anschließend in diesem Beruf bis 1931 in Leipzig, Lüdenscheid, Würzburg, Aschaffenburg und Frankfurt zu arbeiten. Ab 1919 war er Mitglied des völkisch ausgerichteten Deutschnationalen Handlungsgehilfen-Verbands.
Kramer trat zum 29. März 1925 in die NSDAP ein (Mitgliedsnummer 3.016). Von 1929 bis 1930 war er Stadtverordneter und ab 1930 ehrenamtlicher Stadtrat in Frankfurt. In der Partei übernahm Kramer 1930 den Posten eines Kreisbetriebszellenleiters in Frankfurt. Von 1930 bis 1933 fungierte er als Kreisleiter des Kreises Groß-Frankfurt der NSDAP, dann als Gaupropaganda- bzw. Organisationsleiter des Gaues Hessen-Nassau Süd. Später übernahm er die Führung der Hitler-Jugend im Gebiet Hessen-Nassau.
Von April 1932 bis zur Auflösung dieser Körperschaft im Herbst 1933 war Kramer Mitglied des Preußischen Landtages. Anschließend saß er ab dem November 1933 im nationalsozialistischen Reichstag, in dem er den Wahlkreis 19 (Hessen-Nassau) vertrat. Kramer bekam sein Mandat am 23. März 1935 wegen des Verdachts der Homosexualität aberkannt. Zugleich wurde er degradiert und aus der HJ ausgeschlossen, der Gestapo übergeben und für zwei Jahre inhaftiert. Sein Reichstagsmandat wurde für den Rest der Wahlperiode von Wilhelm Thiele weitergeführt.